# Hashiba Hidekatsu
Hashiba Hidekatsu est un nom japonais traditionnel ; le nom de famille (ou le nom d'école), Hashiba, précède donc le prénom (ou le nom d'artiste).
Hashiba Hidekatsu (羽柴 秀勝, 1568-29 janvier 1586) est un samouraï, quatrième fils du fameux seigneur de guerre féodal Oda Nobunaga.

## Biographie
Né dans la province d'Owari, il est adopté encore jeune par Toyotomi Hideyoshi. Son nom original est Oda Hidekatsu (織田秀勝).
À l'époque de la mort de Nobunaga en 1582, Hidekatsu se trouve à Kojima dans la province de Bizen. Durant les funérailles, il porte la tablette mortuaire de naissance de son père (shenzhupai). Après cela, Hidekatsu reçoit le château de Kameyama dans la province de Tamba (de nos jours Kameoka dans la préfecture de Kyoto).
Peu après la mort de Nobunaga, Hidekatsu aide Hideyoshi lors de la bataille de Yamazaki qui se termine par la défaite d'Akechi Mitsuhide. Plus tard, il sert également Hideyoshi durant la bataille de Komaki et Nagakute. Hidekatsu meurt soudainement en 1586 et beaucoup pensent qu'il a été tué sur ordre de Hideyoshi.

## Famille
- Père : Oda Nobunaga (1536-1582)
- Père d'adoption : Toyotomi Hideyoshi (1536-1598)
- Frères :
  - Oda Nobutada (1557-1582)
  - Oda Nobukatsu (1558-1630)
  - Oda Nobutaka (1558-1583)
  - Oda Katsunaga (1568-1582)
  - Oda Nobuhide (fils de Nobunaga) (1571-1597)
  - Oda Nobutaka (2) (1576-1602)
  - Oda Nobuyoshi (1573-1615)
  - Oda Nobusada (1574-1624)
  - Oda Nobuyoshi (décès en 1609)
  - Oda Nagatsugu (décès en 1600)
  - Oda Nobumasa (1554-1647)
- Sœurs :
  - Toku-hime (1559-1636)
  - Fuyuhime (1561-1641)
  - Hideko (décès en 1632)
  - Eihime (1574-1623)
  - Hōonin
  - Sannomarudono (décès en 1603)
  - Tsuruhime

## Source de la traduction
- (en) Cet article est partiellement ou en totalité issu de l’article de Wikipédia en anglais intitulé « Hashiba Hidekatsu » (voir la liste des auteurs).